# Ospedale della Pietà

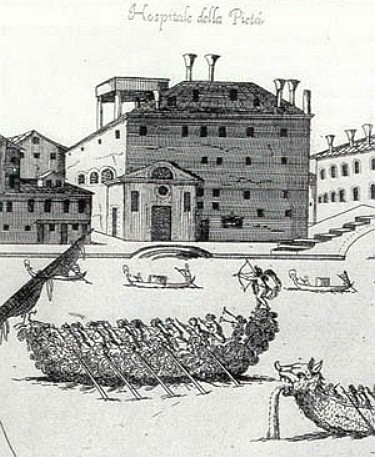
Ospedale della Pietà in Venedig

Das Ospedale della Pietà war ein Waisenhaus und eine der vier großen Musikschulen Venedigs.
Heute ist es eine soziale Einrichtung der Kinder- und Jugendhilfe in Venedig.

## Geschichte
Das  Ospedale della Pietà wurde 1346 gegründet und diente zunächst als Waisenhaus und Hospiz für Findelkinder und ledige Mütter mit Säuglingen.
Einer der prominenten Komponisten und Musiklehrer an dieser Schule war Johann Rosenmüller, der 1655 wegen eines ihm nachgesagten sittlichen Delikts Leipzig verlassen und seine Anwartschaft auf das Thomaskantorat aufgeben musste. Er war (mit einer nur einjährigen Unterbrechung) von 1658 bis 1682 am Ospedale della Pietà tätig, ehe er mit Herzog Anton Ulrich von Braunschweig-Lüneburg nach Deutschland zurückkehrte. Die meisten seiner auf lateinischen Texten beruhenden Vertonungen sind vermutlich hier und in dieser Funktion entstanden.
Antonio Vivaldi begann 1703 als Violinist und Hauskomponist am Ospedale della Pietà in Venedig zu lehren. Er blieb (mit einer Unterbrechung von Februar 1709 bis September 1711) bis 1716 an der Schule, wo er nicht nur unterrichtete, sondern auch Konzerte und Oratorien für die wöchentlich stattfindenden Aufführungen komponierte. Das Orchester des Ospedale erlangte bald einen legendären Ruf und lockte zahlreiche Italienreisende an.
Im Jahre 1742 wurde Nicola Porpora Chorleiter des Waisenhauses.

## Bedeutende Lehrer
- Antonio Gualtieri, bis 1649
- Carlo Fedeli, 1662–1672 Maestro di strumenti
- Johann Rosenmüller, zwischen 1678 und 1682 Hauskomponist des Ospedale
- Francesco Gasparini, 1701–1713 Maestro di coro
- Antonio Vivaldi, 1703–1738 (mit Unterbrechungen), zuerst als Maestro di violino, ab 1716 Maestro di concerto
- Antonio Vandini, 1720–1721 Maestro di violoncello[2]
- Carlo Luigi Pietragrua, 1719–1726, Maestro di coro
- Giovanni Porta, 1726–1737 Maestro di coro
- Gennaro D’Alessandro, 1739–1740 Maestro di coro
- Nicola Porpora, 1742–1743 Maestro di coro
- Andrea Bernasconi, 1744–1753 Maestro di coro
- Gaetano Latilla, 1753–1768 Maestro di coro[3]
- Bonaventura Furlanetto, 1768–1817 Maestro di coro
- Giovanni Agostino Perotti, 1817–1828 Maestro di coro

## Das Pietà heute

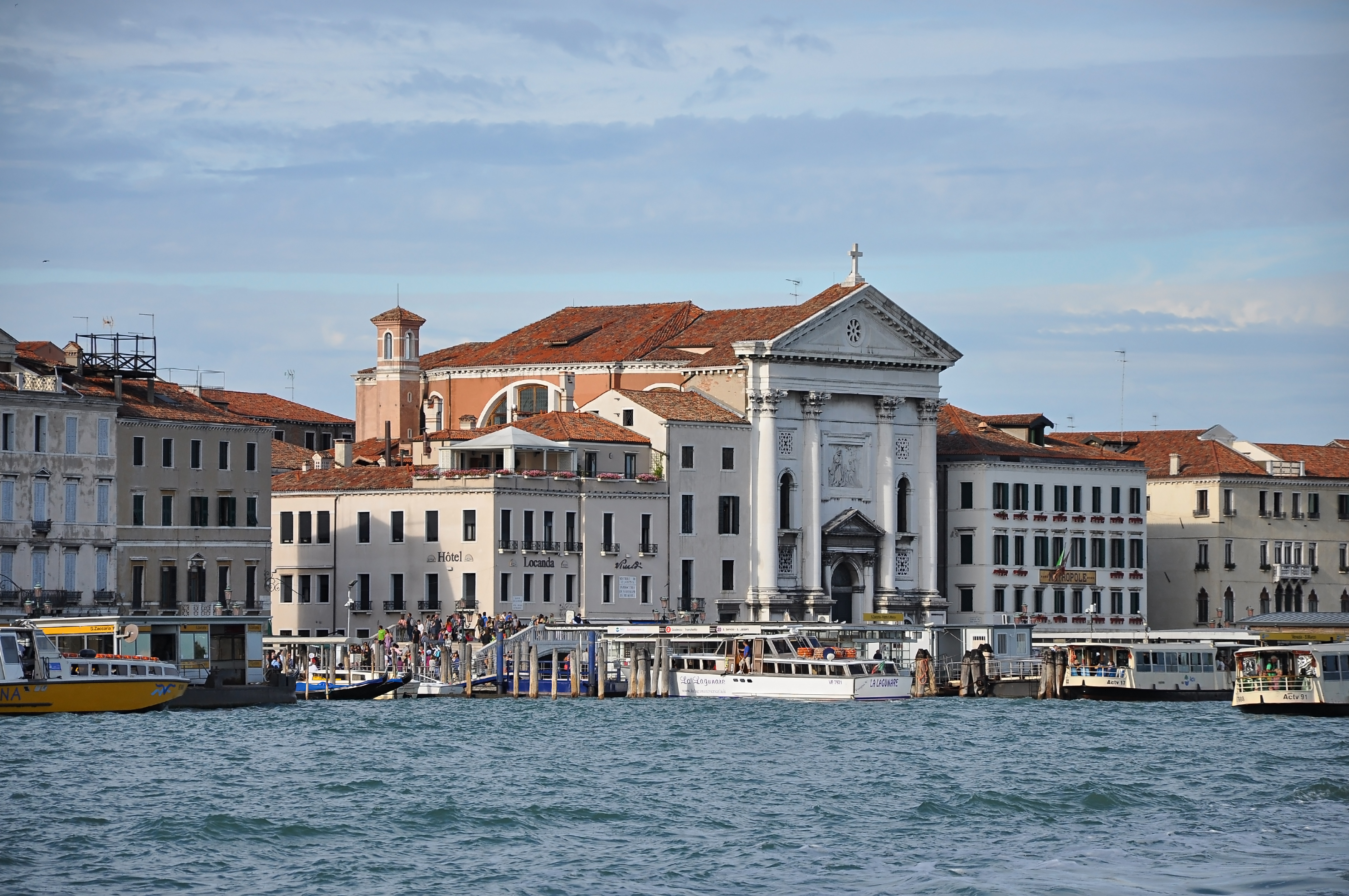
Santa Maria della Pietà

Unter dem Dach des Pietà befinden sich heute verschiedene soziale Einrichtungen, wie ein Frauenhaus und Einrichtungen für die Betreuung von Säuglingen und Kleinkindern, hilfsbedürftigen minderjährigen Schwangeren und Müttern mit Kleinkindern. Angeboten werden ebenfalls eine Babyklappe (culla segreta) und Räume, in denen zerstrittene Elternteile nach einer Scheidung ihre Kinder in einem geschützten Raum treffen können.
In der Casa famiglia Sicar in Mira können verlassene oder vernachlässigte Kinder und Jugendliche aus problematischen sozialen Verhältnissen aufgenommen werden, wo sie in familienähnlichen Gruppen betreut werden.
Gebäude des alten Ospedale befinden sich in der Calle de la Pietà (historisch auch Calle della Pietà) im Sestiere Castello in unmittelbarer Nachbarschaft der Kirche Santa Maria della Pièta.
In der Tradition venezianischer Pilgerherbergen bietet das Pietà in begrenztem Umfang in restaurierten Räumen des alten Waisenhauses günstige Unterkünfte für Pilger und Studenten an.